# Травин, Михаил Витальевич
Михаил Витальевич Травин — гвардии рядовой Вооружённых Сил Российской Федерации, участник антитеррористических операций в период Второй чеченской войны, погиб при исполнении служебных обязанностей во время боя 6-й роты 104-го гвардейского воздушно-десантного полка у высоты 776 в Шатойском районе Чечни.

## Биография
Михаил Витальевич Травин родился 11 февраля 1980 года в городе Пскове. После окончания средней школы № 22 в родном городе продолжил учёбу в профессиональный лицей № 12. Освоив специальность автомеханика, работал на малом предприятии «Авторем» во Пскове.
20 ноября 1998 года Травин был призван на службу в Вооружённые Силы Российской Федерации Псковским городским военным комиссариатом. После прохождения обучения был зачислен пулемётчиком в войсковую часть № 32515 (104-й гвардейский воздушно-десантный полк, дислоцированный в деревне Черёха Псковского района Псковской области), службу проходил в 6-й парашютно-десантной роте.
С началом Второй чеченской войны в составе своего подразделения гвардии рядовой Михаил Травин был направлен в Чеченскую Республику. Принимал активное участие в боевых операциях. Первый свой бой принял 9 февраля 2000 года при отражении нападения боевиков на колонну автомашин полка. 18 февраля 2000 года Травин вместе со своими товарищами успешно удержал занимаемые позиции, уничтожив несколько сепаратистов и заставив остальных отступить.
С конца февраля 2000 года его рота дислоцировалась в районе населённого пункта Улус-Керт Шатойского района Чечни, на высоте под кодовым обозначение 776, расположенной около Аргунского ущелья. 1 марта 2000 года десантники приняли здесь бой против многократно превосходящих сил сепаратистов — против всего 90 военнослужащих федеральных войск, по разным оценкам, действовало от 700 до 2500 боевиков, прорывавшихся из окружения после битвы за райцентр — город Шатой. Гвардии рядовой Михаил Травин вместе со всеми своими товарищами отражал ожесточённые атаки боевиков Хаттаба и Шамиля Басаева. В том бою он вёл огонь по скоплениям противника, особенно стремясь вовремя уничтожить миномётчиков и гранатомётчиков. Во время очередной атаки боевиков Травин погиб. В том бою погибли ещё 83 его сослуживца.
Похоронен на Орлецовском кладбище города Пскова.
Указом Президента Российской Федерации от 12 марта 2000 года за мужество и отвагу, проявленные при ликвидации незаконных вооружённых формирований в Северо-Кавказском регионе, гвардии рядовой Травин Михаил Витальевич посмертно был удостоен ордена Мужества.

## Память
- В честь Травина названа улица во Пскове.
- Во Пскове установлен бюст Травина[4].
- Мемориальная доска в память о Травина открыта на здании профессионального лицея № 12, в котором он когда-то учился.